# O2O
線上線下整合（英語：Online To Offline，簡稱O2O）結合電子商務與實體商務，透過線上行銷手法帶動實體通路的消費，進而延伸到線上的網路聲量創造。O2O透過促銷、打折、提供訊息、服務預訂等方式，把線下實體通路的訊息推送给網路用戶，將他們轉換為自己的線下客戶，也可以指消費者在線上支付後，在線下享受服務。
O2O適用於「必須到店面消費」的行業，例如餐飲、健身、電影、舞台演出、美容美髮等，除了餐廳陸續推出線上商務之外，也有一些以個人或團體旅遊等等爲主打的預定網站和應用大量出現。

## 发展历程

### 1.0时期
利用线上推广等為消費者創造一個必須到店消費的理由，透過價格促銷、服務預訂等把相关的用户集中起来带到线下。

### 2.0时期
升级成服务性电商模式，如上门送餐、滴滴打车。此时O2O开始成为生活中密不可分的一部分。

### 3.0时期
开始向垂直领域细分，比如专注快递物流的速递易，专注高端餐厅排位的美味不用等。